# Deficiência de vitamina E
Deficiência de vitamina E, hipotocoferonemia ou hipovitaminose E é um transtorno caraterizado por um nível de tocoferol, causando problemas neuromusculares e aumentando o risco de doenças cardiovasculares.
Em adultos ocorre caso consumam em média menos de 15 mg (22.5 UI) de tocoferol por dia. É mais comum em bebês prematuros.

## Causas
Raramente é causada por dieta pobre. As três causas mais comuns são:
- Má-absorção de gorduras, causada por doenças como insuficiência pancreática, fibrose cística ou doença de Crohn;
- Anormalidade genética na proteína que transfere a vitamina E (tocoferol);
- Hipobetalipoproteinemia;

## Sinais e sintomas
Casos leves e moderados costumam ser assintomáticos ou apenas causar manchas na pele dificilmente identificadas como uma doença, o que dificulta sua prevenção. Apenas quando severa e prolonga aparecem sintomas como:
- Fraqueza muscular (astenia);
- Perda de massa muscular (catabolismo);
- Movimentos anormais dos olhos;
- Problemas de visão (retinopatia);
- Falta de coordenação motora (ataxia);
- Imunidade debilitada;
- Perturbações da marcha;
- Anemia;

Porém mesmo um déficit leve de vitamina E já favorece o desenvolvimento de:
- Aterosclerose;
- Anemia hemolítica;
- Doenças cardíacas;
- Mal de Alzheimer;
- Doenças da retina e;
- Câncer.

## Prevalência
É mais comum em países subdesenvolvidos, entre bebês e idosos, um pouco mais comum em homens e pessoas com maior estresse oxidativo (como malária ou HIV) predispõe a desenvolver hipovitaminoses.

## Tratamento
Geralmente suplementos de vitamina E podem ser consumidos diariamente ou tomados por via intravenosa até que os problemas digestivos que estejam causando má-absorção sejam tratados. Em caso de anormalidade genética, os suplementos diários são necessários por toda a vida.

### Prevenção
Alimentos com vitamina E incluem:
- Sementes oleaginosas como nozes, amêndoas, castanhas e girassol.
- Grãos inteiros (soja, milho, amendoim...);
- Kiwi;
- Germe de trigo e;
- Vegetais verde escuro como espinafre e agrião.

A recomendação diária é de 15 a 30 mg de alfa tocoferol por dia.